# Les Nuits atypiques de Koudougou
Ne doit pas être confondu avec Nuits atypiques.
Les Nuits atypiques de Koudougou (NAK) est un festival international culturel au cœur de Koudougou, au Burkina Faso. Lancé en 1996 par Koudbi Koala, ces nuits festives célèbrent la diversité artistique et culturelle à travers des rencontres et des échanges entre artistes venant du monde entier.

## Historique
Les Nuits atypiques de Koudougou naissent d'une collaboration entre Koudbi Koala et Patrick Lavaud, le fondateur des Nuits atypiques de Langon en Gironde, France. 
Ce projet est inspiré par le jumelage culturel avec les Nuits atypiques de Langon et par le festival « Mundial » de Tilburg aux Pays-Bas. La rencontre avec Patrick Lavaud motive Koudbi Koala à organiser un événement culturel similaire dans sa région natale, Koudougou. L'objectif de cet événement est de réunir les populations et de valoriser la diversité et la richesse des expressions artistiques sans instaurer de compétition ou de hiérarchie. Ainsi, le 11 décembre 1996, la première édition des Nuits atypiques de Koudougou voit le jour sous l'égide de l'association Beneb Nooma, présidée par Koudbi Koala.

## Objectifs
Créer un espace de divertissement pour les habitants de Koudougou et des environs; organiser des échanges entre les professionnels des arts et de la culture des communautés rurales du Burkina Faso et d'ailleurs; contribuer à la promotion des artistes en leur offrant un cadre d'expression d'une part, et en favorisant les contacts avec les producteurs et les distributeurs d'autre part. Permettre également à la population de communiquer directement avec des artistes qu'elle ne connaît habituellement que par les médias; participer à la lutte contre la pauvreté au Burkina Faso en fournissant des emplois temporaires et permanents.

## Déroulement
Chaque année, pendant une semaine, les NAK attirent des centaines d'artistes venus des cinq continents. Le festival propose un riche programme de spectacles de musique et de danse traditionnelles,contemporaine ainsi que des expositions d'art et d'autres événements. Depuis l'édition 2002, des animations populaires et des découvertes artistiques sont proposées à partir de 19 heures, offrant à un public diversifié et enthousiaste une expérience plus conviviale. Les rues s'animent au rythme des tambours et des chants, offrant un spectacle coloré et vivant. Les NAK ont lieu chaque année, traditionnellement à la fin du mois de novembre.
Depuis l'événement de 2001, NAK a expérimenté la décentralisation en organisant des événements dans d'autres villes du Burkina Faso, favorisant ainsi une plus grande diffusion de la culture et des arts. Cette initiative a permis de renforcer les liens entre les différentes communautés et de promouvoir la diversité culturelle du Burkina Faso.

## Editions

### 29e
Sous le thème de «culture et sauvegarde du foncier rural», la 29e édition compte se tenir du 30 novembre au 4 décembre 2024.

### 28e
La 28e édition se tient du 29 novembre au 3 décembre 2023. Le nombre de visiteurs est estimé à 50 000 personnes. Un prix "Koudbi Koala" est décerné à l'artiste Lamien Watamu Luke. Il a reçu un trophée ainsi qu'un soutien pour la création d'un clipvidéo ainsi qu'un suivi de sa carrière musicale.
Le prix Koudbi Koala vise à encourager un talent émergent qui aspire à une carrière prometteuse dans le domaine musical.

### 25e
Lors de l’édition 2020, les NAK célèbre son quart de siècle d'existence, marquant ses vingt-cinq années de partage culturel. Sous le thème «NAK, 25 ans d’existence: états des lieux, perspectives», cette édition anniversaire se tient en présence du Mogho Naaba en tant que parrain. Au programme, six soirées de concerts live ouvertes au grand public et une aire d’exposition accueillant 250 stands.

## Engagement
Les NAK incarnent une approche des relations Nord-Sud basée sur la solidarité, la responsabilité et l'autonomie.